# Dilon Heyliger
Dilon Heyliger (* 21. Oktober 1998 in Suddie, Guyana) ist ein guyanischer Cricketspieler, der seit 2022 für die kanadische Nationalmannschaft spielt.

## Aktive Karriere
Heylinger gab sein Debüt für Kanada bei der ICC World Cricket League Division Two 2018. Sein Twenty20-Debüt absolvierte er im August 2019 in der Amerika-Qualifikation für den Twenty20 World Cup gegen die Cayman Islands. Bei dem Turnier erzielte er zwei Mal vier Wickets (4/16 und 4/19) gegen Bermuda. Beim im Oktober des Jahres folgenden ICC Men’s T20 World Cup Qualifier 2019 gelangen ihm gegen Jersey (3/20) und Nigeria (3/16) jeweils drei Wickets. Bei der Amerika-Qualifikation für den Twenty20 World Cup im November 2021 erreichte er gegen Argentinien 5 Wickets für 16 Runs. Im April 2023 folgte sein ODI-Debüt beim ICC Cricket World Cup Qualifier Play-off 2023 gegen Namibia. Bei einem Drei-Nationen-Turnier in den Vereinigten Arabischen Emiraten im März 2024 gegen den Gastgeber gelangen ihm vier Wickets (4/47). Kurz darauf wurde er für den Kader für den ICC Men’s T20 World Cup 2024 nominiert.